# Eva Dickson

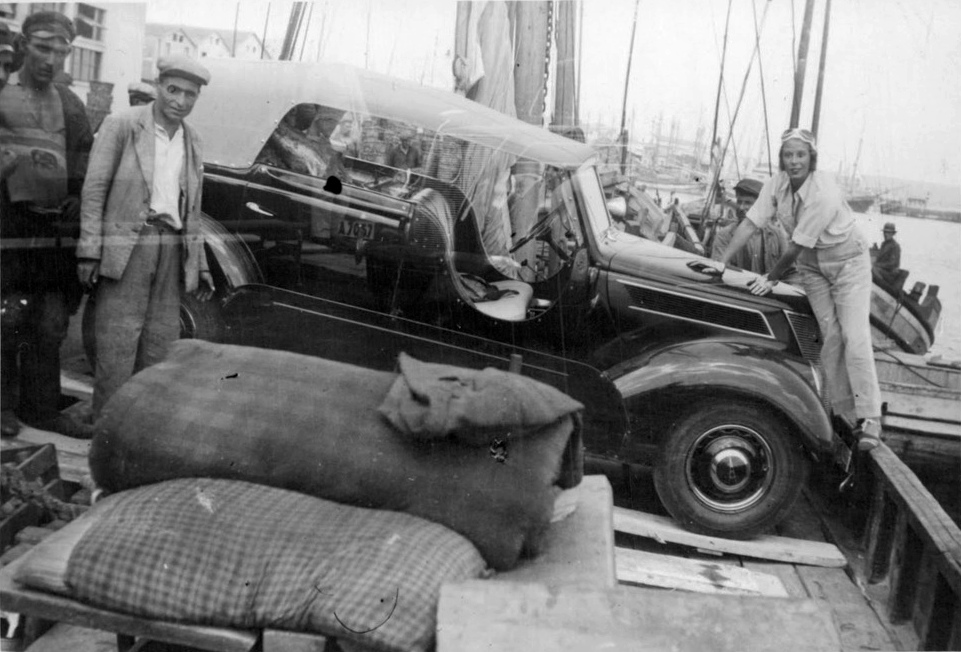
Eva Dickson przy swoim samochodzie, 1932 r.

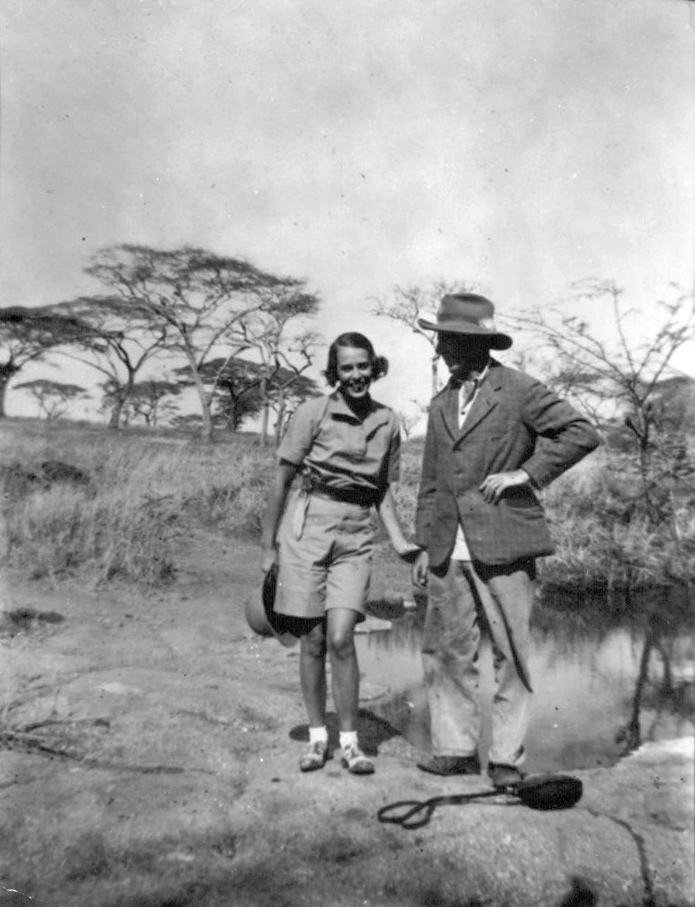
Eva Dickson i Bror von Blixen-Finecke, 1935 r.

Eva Dickson (ur. jako Eva Lindström; nazwisko z drugiego małżeństwa Eva Blixen-Finecke; ur. 8 marca 1905 w Sigtuna, zm. 24 marca 1938 w Bagdadzie) – szwedzka odkrywczyni, kierowczyni rajdowa, lotniczka i pisarka. Była pierwszą kobietą, która przejechała Saharę samochodem. Była prawdopodobnie pierwszą kierowczynią rajdową w Szwecji (1925) i trzecią szwedzką lotniczką (1923).

## Życiorys
Eva Dickson była córką Alberta Lindströma, który zarządzał stadninami koni, i Marii Lindström. Wychowywała się w Zamku Ljung.
W 1925 roku poślubiła Olofa Dicksona, kierowcę rajdowego i prawnuka Jamesa Dicksona. Ich małżeństwo zakończyło się rozwodem w 1932 roku, głównie z powodu niezgody męża na pasję podróżowania żony. Para miała syna urodzonego w 1928 r. Podróże Dickson przyciągały uwagę, a publikowane przewodniki i opisy przygód jej autorstwa inspirowały czytelników i czytelniczki. Finansowała swoje wyprawy, angażując się w zakłady z zamożnymi ludźmi.
W 1932 roku podczas pobytu w Kenii z przyjaciółką Littan Bennich, poznała poprzez swojego brata barona Brora von Blixen-Finecke, byłego męża autorki książki Pożegnanie z Afryką, Karen Blixen, wówczas żonatego z Cockie Hoogterp. Po tym spotkaniu nawiązali romans. Dickson podjęła rzucone przez barona – podczas kolacji w Klubie Europejskim w Nairobi – wyzwanie i w 1932 r. przejechała samochodem z Nairobi do Sztokholmu, stając się pierwszą kobietą, która dokonała tego wyczynu trasą przez Saharę. Czteroosobowy, otwarty Chevrolet, którym jechała, był wyposażony w worki na wodę, beczki z olejem, moskitiery, części zamienne, beczki z benzyną, prowiant, łóżka namiotowe i garnki.
W 1934 roku wróciła do Kenii z Brorem Blixenem i uczestniczyła w różnych ekspedycjach naukowych. Rok później oboje udali się do Etiopii, gdzie jako korespondentka wojenna szwedzkiej gazety The Weekly Journal relacjonowała kryzys w Abisynii. Opuścili Etiopię na mułach, udając się w 2000-kilometrową podróż powrotną do Kenii.
W 1936 roku para pobrała się w Nowym Jorku. Miesiąc miodowy spędzili, żeglując wokół Kuby i Bahamów z przyjaciółmi: Ernestem Hemingwayem i jego drugą żoną Pauline. Podróż zakończyła się wizytą nowożeńców u Hemingwaya w jego rodzinnym mieście Key West.
3 czerwca 1937 r. rozpoczęła podróż samochodem ze Sztokholmu do Pekinu trasą Jedwabnego Szlaku. Celem było pokonanie tego dystansu jako pierwsza osoba na świecie, używając samochodu jako środka transportu. Miała to być też jej ostatnia duża ekspedycja przed powrotem do męża. Podróżowała przez Niemcy, Polskę, Rumunię, Turcję, Syrię i Iran. Po dotarciu do Afganistanu doradzono jej objazd przez Indie, ponieważ jej zaplanowana wcześniej trasa została uznana za zbyt niebezpieczną dla samotnej kobiety. Kiedy dotarła do Kolkaty, zachorowała. W szpitalu leczono ją arszenikiem, co pogorszyło stan zdrowia podróżniczki.
Podczas pobytu w Kolkucie zdała sobie sprawę, że kończą jej się pieniądze. Z kolei wiadomość o drugiej wojnie chińsko-japońskiej doprowadziła do zmiany planów: Eva musiała zrezygnować z podróży do Pekinu. Mimo osłabienia po pobycie w szpitalu, zdecydowała się wracać do Europy. W marcu 1938 r., kiedy dotarła do Bagdadu, jej podróż trwała już dziewięć miesięcy. 24 marca, wracając spoza Bagdadu z kolacji w domu przyjaciół, straciła kontrolę nad samochodem na stromym zakręcie i rozbiła się. Zmarła na miejscu. Następnego dnia w anglikańskiej kaplicy cmentarnej w Bagdadzie odbyła się ceremonia pogrzebowa. Bror von Blixen został powiadomiony telegraficznie o śmierci żony przez współpasażera Evy, który przeżył wypadek, jednak ponieważ baron przebywał na safari, nie otrzymał telegramu aż do powrotu do Nairobi 28 lipca 1938 roku. Do tego czasu ciało baronowej zostało przetransportowane do Sztokholmu, gdzie została pochowana na cmentarzu Norra w Solna 22 kwietnia 1938 roku.